# Deserto de Cavir
O deserto de Cavir  ou Kavir (em persa: دشت كوير; romaniz.: Dasht-e Kavir, do persa clássico,  dasht, planície, terra plana; e ‘'khwar’', baixa), também conhecido como Kavir-e Namak ou Grande Deserto de Sal, é um extenso deserto localizado no centro do Planalto Iraniano. Tem cerca de 800 km de comprimento e 320 km de largura, cobrindo uma área de 77600 km², o que o torna o 24.º maior deserto  do mundo.  Sua área estende-se desde a Cadeia Montanhosa de Alborz, no noroeste, até o deserto de Lute (Deserto Vazio), no sudeste, e se divide entre as províncias iranianas de Coração, Semnã, Teerã, Ispaã e Iázide. O nome do deserto se deve às salinas (kavirs) existentes na região.

## Clima, solo e vegetação

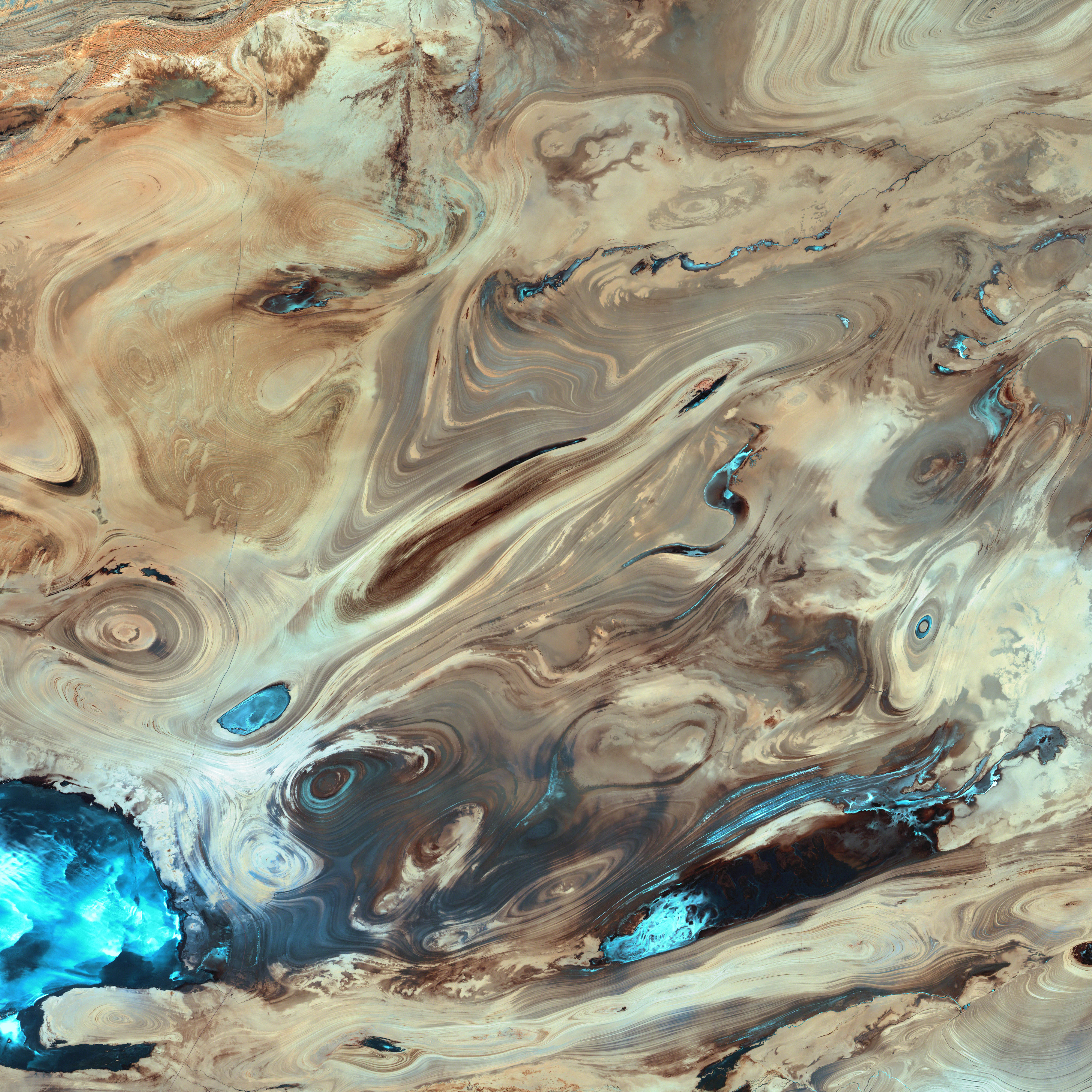
Foto de satélite de deserto de Cavir

O clima do deserto de Cavir é característico por um clima árido, com pouquíssimas precipitações. A temperatura pode chegar a 50°C no verão, tendo a média de temperatura em Janeiro em torno dos 22°C. As temperaturas entre o dia e a noite durante o ano podem diferir até 70°C. As precipitações ocorrem normalmente no inverno.
As temperaturas altas causam extrema vaporização, o que deixa os pântanos e os solos lamacentos com grandes crostas de sal. Tempestades forte ocorrem e podem causar a formação de  colinas de areia que chegam a uma altura de até 40m. 
O solo do deserto é coberto por areia e pequenas rochas; há pântanos, lagos e uádis.
A vegetação no deserto é adaptada às temperaturas altas e o clima árido como também o solo salino no qual se enraízam. Plantas comuns como arbustos e gramíneas podem ser encontradas em topo de vales e de montanhas. A planta mais comum é a Artêmia. Algumas partes do deserto de Cavir têm vegetação semelhante a estepe.

## Cultivo
O extremo calor e a as tempestades fazem com que o solo do deserto apresente processos avançados de erosão,  que impossibilita o cultivo. O deserto é quase inabitado e pouco explorado. Rebanhos de camelos e carneiros e também a agricultura são as fontes de sustento da pequena população local. Aglomerações humanas são frequentes nos oásis, onde as casas devem resistir aos ventos e às duras condições meteorológicas da região. Para a irrigação, os iranianos inventaram um sofisticado sistema de água de poços chamado "Qanats". Ainda estão em uso no Irã.